# Assokolai
Assokolai - Ассоколай (rus) - és un aül, un poble, de la República d'Adiguèsia, a Rússia. Es troba a la vora del riu Marta, a 8 km al sud-est de Ponejukai i a 57 km al nord-oest de Maikop, la capital de la república.
Pertany a aquest municipi el poble de Kràsnoie.